# Рущукское сражение
Рущукское сражение — сражение, состоявшееся 22 июня (4 июля) 1811 года между русскими войсками под руководством М. И. Кутузова и турецкой армией Ахмет-паши в рамках так называемой Рущукско-слободзейской операции (22 июня (4 июля) — 23 ноября (5 декабря) 1811 года).

## Предшествующие события
В связи с ростом угрозы нападения войск Наполеона I на Россию в марте 1811 года царское правительство назначило командующим Дунайской армией Михаила Илларионовича Кутузова с целью добиться скорейшей победы над Османской империей, с которой Российская империя вела войну ещё с 1806 года. Так как русские войска были ослаблены в связи с переброской части сил на западную границу, то султанское правительство приняло решение о переходе к активным действиям против российских войск. Русские войска, вверенные Кутузову, насчитывали всего около 45 тысяч человек. Численность турецких войск возросла до 70 тысяч солдат.
Ввиду этого Кутузов признал необходимым действовать с особенной осторожностью и, как он выразился, «держаться скромного поведения». Ознакомившись со стратегией противника ещё в предыдущих войнах, он рассчитал, что турки ограничатся на Нижнем Дунае демонстрациями, а главные силы направят к Среднему Дунаю, чтобы, переправившись там, овладеть Бухарестом. Поэтому, уничтожив укрепления Силистрии и Никополя, Кутузов стянул свои главные силы к Рущуку и Журже. Войска Засса в Малой Валахии и О’Рурка в Белграде прикрывали его правое крыло, а левое крыло охранялось отрядами, расположенными на Нижнем Дунае и у Слободжи.
Бездействие русских убедило визиря в их слабости, поэтому он решил начать наступление к Рущуку, а после взятия этой крепости перейти Дунай и разгромить войска Кутузова. В то же время другая турецкая армия Измаил-бея, собранная у Софии, должна была переправиться около Виддина и вторгнуться в Малую Валахию. После соединения обеих этих армий предполагалось овладеть Бухарестом.

## Сражение
Вслед за этим в начале лета турецкие войска Ахмет-паши численностью 60 тысяч человек при 78 орудиях выступили из Шумлы по направлению к Рущуку. В ночь на 19 июня Кутузов, извещённый о передвижениях противника, переправился на правый берег Дуная и расположился с армией у Рущука. Войска Кутузова, расположившиеся у Рущука, насчитывали около 15 тысяч солдат при 114 орудиях. Русские войска расположились в 3 линии (2 линии пехотных каре и конница).
Турецкое командование, обрушив крупные силы на правый фланг русских, имело целью отвлечь русских от главного удара конницей по левому флангу русских войск с дальнейшим прорывом турецкой конницы в тыл русской армии. Тем самым турки планировали отрезать русские войска от Рущука и уничтожить, прижав к берегу Дуная. План противника был раскрыт, и атака на правом фланге была отражена артиллерийским и ружейным огнём русских войск. Несмотря на это, знаменитая турецкая анатолийская конница сумела осуществить прорыв русского левого фланга. Часть её двинулась по направлению к Рущуку, часть приступила к окружению левого фланга русской армии. Конница, наступавшая на Рущук, была опрокинута в ходе вылазки русских войск из Рущука. В то же время русская конница осуществила мощный контрудар по турецкой кавалерии на левом фланге, разгром которой довершила пехота и артиллерия. Сначала конница, а затем и вся турецкая армия обратилась в бегство. Русские войска потеряли около 500 человек, турки — 5000 солдат.
Войска Ахмет-паши отступили и окопались в ожидании наступления русских войск, однако Кутузов, не желая прибегать к рискованным действиям, переправился на левый берег Дуная, взорвав укрепления Рущука. Тем не менее, победа при Рущуке, являясь классическим примером разгрома врага «не числом, а умением», подготовила почву для дальнейшего разгрома противника под Слободзеей.